# 29783 Sanjanarane
29783 Sanjanarane è un asteroide della fascia principale. Scoperto nel 1999, presenta un'orbita caratterizzata da un semiasse maggiore pari a 2,4331457 UA e da un'eccentricità di 0,1736488, inclinata di 2,76428° rispetto all'eclittica.